# Claudia Crispina
Claudia Crispina (Róma, ? – 253. ?) Constantius Chlorus anyja, Flavius Eutropius felesége, a Constantinus-dinasztia ősanyja. Származása bizonytalan, egyes források Marcus Aurelius Commodus és Bruttia Crispina leányának tartják. Azonban Bruttia valószínűleg legkésőbb a 190-es évek elején meghalt. Valószínűbb a másik állítás, miszerint Claudia egy Flavius Crispus nevű férfi és Aurelia Pompeiana nevű feleségének leánya. Ez esetben a Commodusszal való rokonítása a névhasonlóságból ered, bár Commodust is nevezik néha Crispus Commodusnak. Születési évét is többféle dátummal adják meg, 192, 203 és 221 körüli időpontok jönnek szóba. A 192-es dátum túl korai Constantius Chlorus 250. körüli születéséhez, az utolsó pedig kizárja Bruttia Crispinát. Commodus meghalt 192-ben, így a második két dátum esetén nem lehet Commodus leánya, az első két dátum esetén viszont jóval fiatalabb lenne a 218-ban született Eutropiusnál.
Egy másik lehetséges változat kaiszareiai Euszebiosz egyik I. Constantinus dicsőítésére írt panegyricusa alapján Claudia Claudius Gothicus leánya lenne.
Elképzelhető az is, hogy az egykorú források hiánya miatt egy közbeeső generációról nem tudunk.